# Choi Suk-Jae
Choi Suk-Jae   (Corea del Sud, 7 de novembre de 1966) és un jugador d'handbol sud-coreà, ja retirat, que va competir durant les dècades de 1980 i 1990. Feia de porter. Una vegada retirat passà a entrenador diferents equips, entre els quals la selecció nacional sud-coreana.
El 1988 va prendre part en els Jocs Olímpics d'Estiu de Seül, on va guanyar la medalla de plata en la competició d'handbol. Hi va jugar sis partits. Quatre anys més tard, als Jocs de Barcelona, fou sisè en la mateixa prova. Va jugar sis partits.
En el seu palmarès també destaca una medalla d'or als Jocs Asiàtics de 1990.